# لژنگتسا ماوا
لژنگتسا ماوا (به لاتین: Leźnica Mała) یک روستا در لهستان است که در گمینا ونچتسا واقع شده‌است. لژنگتسا ماوا ۵۰۰ نفر جمعیت دارد و ۹۰ متر بالاتر از سطح دریا واقع شده‌است.